# Chrysocercops squamosa
Chrysocercops squamosa là một loài bướm đêm thuộc họ Gracillariidae. Nó được tìm thấy ở Malaysia (Johor and Pahang).
Sải cánh dài 5-6,2 mm.
Ấu trùng ăn Vatica pallida và Vatica pauciflora. Chúng ăn lá nơi chúng làm tổ. 